# Campeonato Europeo de Tiro con Arco en Sala de 2021
El XVIII  Campeonato Europeo de Tiro con Arco en Sala se iba a celebrar en Koper (Eslovenia) entre el 22 y el 27 de febrero de 2021 bajo la organización de la Unión Europea de Tiro con Arco (WAE) y la Federación Eslovena de Tiro con Arco. Pero debido a la pandemia de COVID-19 el evento fue cancelado.